# 聖心聖殿 (巴黎)
聖心聖殿（法語：Basilique du Sacré-Cœur），簡稱聖心堂（Sacré-Cœur），是位於法國巴黎的天主教宗座圣殿，以耶穌聖心為主保而得名。坐落於巴黎北部的蒙馬特高地上，由保羅·阿巴迪設計，為兼具羅馬及拜占庭風格折衷主義建築。1875年動工，1919年祝聖啟用，1923年正式完工。由於位於巴黎市區的高處，加上有別於市區其他建築的設計風格，使其成為巴黎著名的地標之一。

## 建造緣由
最早出現建造一座供奉聖心教堂的想法是在法國大革命不久後，從偏激的天主教徒與保皇主義者 之間出現的，在普法戰爭之後與接踵而來的激進的巴黎公社（1870年-1871年）間廣泛的傳播開來，大約有58,000名巴黎公社社员在戰爭中失去他們的生命。國民議會在1873年7月24日對巴黎總主教若瑟·伊波利特·吉贝尔的請求作出了反應，他們投票決定建造聖心堂，而且定義它為「對巴黎公社社員所犯下的罪行的補償」。
蒙馬特是巴黎公社第一次暴動的地點，也有許多公社的中堅份子永遠被埋葬在原先是石膏坑道的地下迴廊裡，這裡是他們最後撤退的地點，但是因為凡爾賽軍在入口引爆炸藥而全數喪生。巴黎公社處死了當時的巴黎總主教喬治·達爾布瓦，而他也成了復興教堂的烈士。
身為達爾布瓦後繼者的吉贝尔總主教，曾經在1872年10月爬上蒙馬特高地上，而且隨著雲層散開，他紀錄下一個遠景：“就在這裡！烈士們就在這裡！這裡由聖心所支配著，所以才會如此的吸引人。”隨著法國總理阿道夫·梯也爾在1873年5月24日辭職，普瓦捷教區的天主教徒弗朗索瓦·皮（François Pie）藉著第三共和的政府道德規範來傳達對法國宗教復興的渴望──“建造聖心堂的時刻到來了”，“在宗教與國家復興計畫上，主要的特質是君主體制的重整與守護羅馬的虔誠文化架構，而最後的核心就是聖心堂”。
就在5月24日梯也爾辭職之後，國民議會在7月24日裁決建造聖心堂，這次投票被當作是“建造公共設施的問題”。這個計畫被教會當作是一個國家的誓約（Voeu national），法國各地則在財務上給予支持。經過吉贝尔總主教的同意後所紀錄下來的銘文上將聖心堂視為亞歷山大·勒讓提（Alexandre Legentil）與于贝尔·罗奥·德·弗勒里（Hubert Rohault de Fleury）誓言的實現。

## 建築

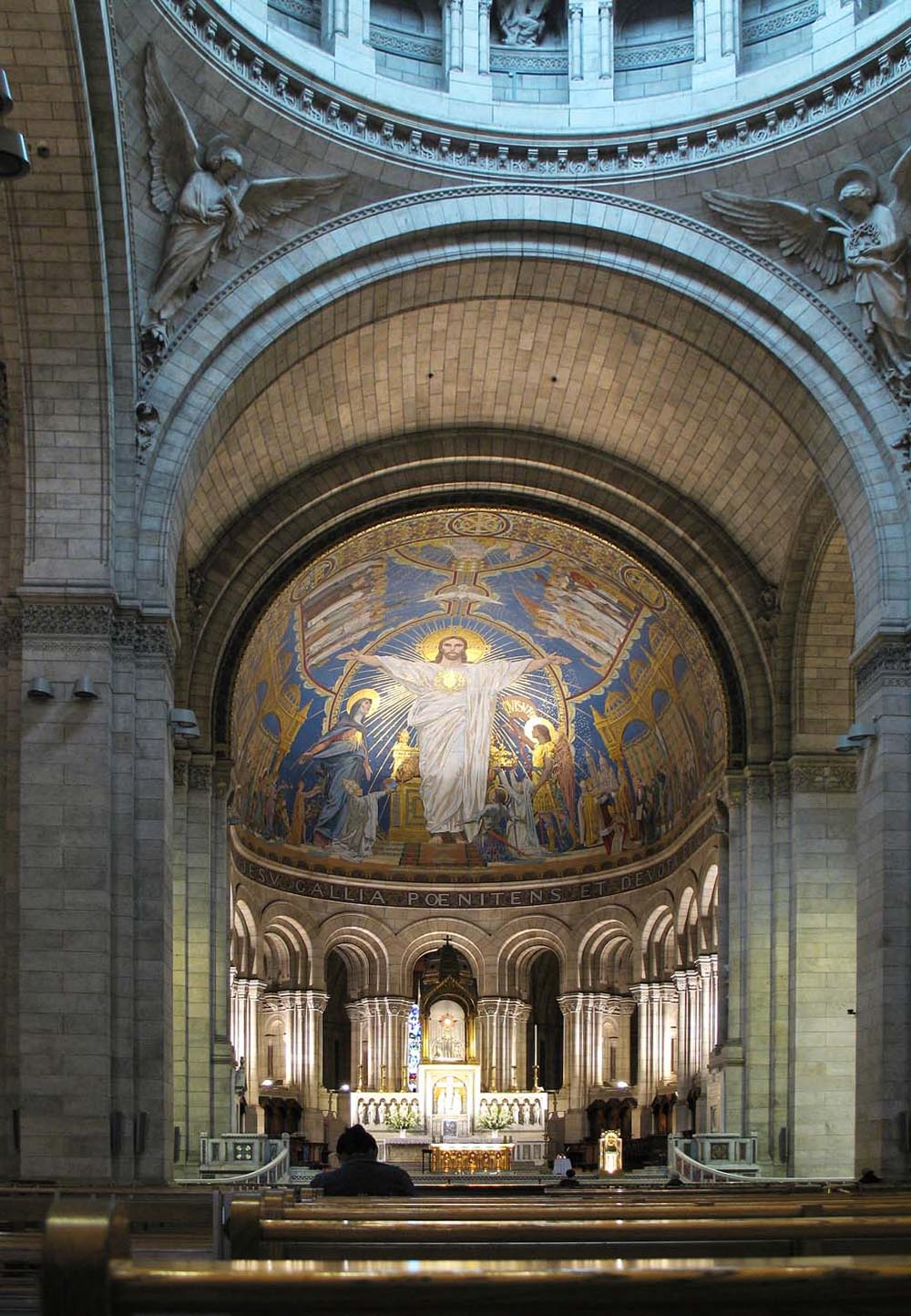
聖心堂的中殿、圓頂與聖壇

1873年的巴黎城市會議表決公共設施法，來取得蒙馬特的土地，作為建築聖心堂的預定地。建築師保羅·阿巴迪從78位建築師脫穎而出，成為聖心堂的主要設計者。因為取得財產所有權而延遲了建築計畫，地基最後直到1875年6月16日才完成。
1880年，市政會議出現了有關聖心堂的激烈討論，因為聖心堂被稱是「一個引發內戰的挑釁行為」，而且對於是否廢止1873年取得財產所有權的公共設施法也有爭議。這個問題在1882年夏季時在眾議會被提出，樞機主教吉贝尔與喬治·克列孟梭（後來在1917年至1920年間擔任法國總理）傳達了一個觀點──聖心堂企圖讓革命蒙上汙名。最後雖然法律被廢止，但是聖心堂被技術性的保留了，而且不會在下一次會議中再被提出來。
另一個想要終止建築聖心堂的企圖在1897年被擊退了，因為在這個時候，聖心堂的內部大體上已經完成，而且自從1891年就部分投入使用了。
建築師阿巴迪在地基完成不久後的1884年就去世了，他的工作由其他建築師繼續。聖心堂的建築部分直到1914年才完工，但是因為第一次世界大戰爆發，所以直到戰爭結束後的1919年，才在當時巴黎總主教莱昂-阿道夫·阿梅特樞機的祝聖下正式啟用。聖心堂的整體工程，直到1923年內部裝飾完成後才正式竣工。

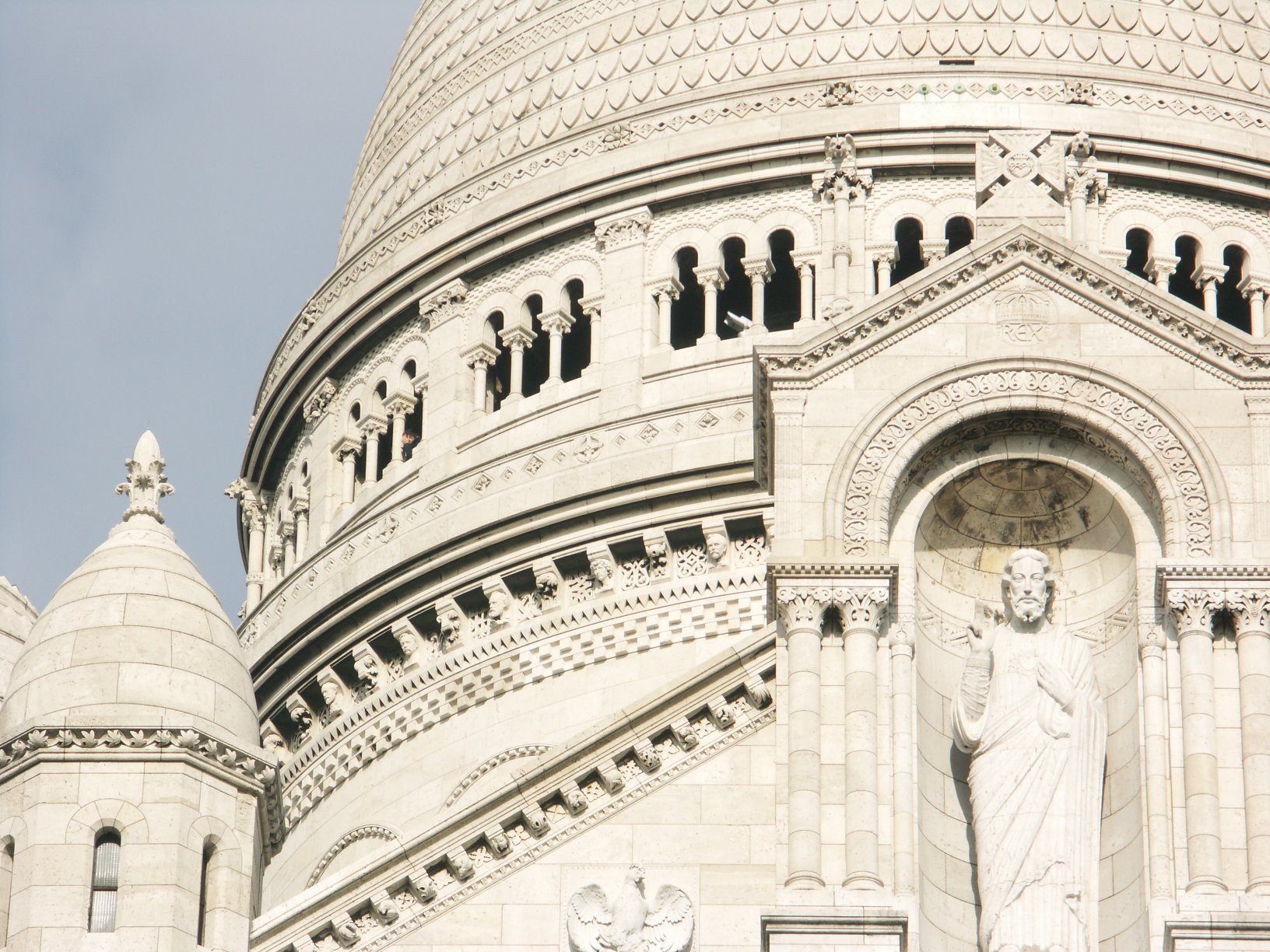
聖心堂的細部結構

聖心堂整體的風格有很濃厚的羅馬-拜占庭的色彩，可能是對於擁有新巴洛克風格的巴黎歌劇院的一種反應。許多聖心堂設計是包含著國家主義的元素的，擁有3個拱的門廊，在兩側裝飾著聖女貞德與路易九世的騎馬雕像；19噸的萨伏依大鐘是1885年時在安纳西（在1860年法国吞并的薩伏依境内）所鑄造的，它也是世界上最大的鐘之一。
建造聖心堂的資金全部都是私人捐獻，總額大約為700萬法郎，但是在地上建設開始之前就全部耗盡了。一個臨時性的聖壇在1876年3月3日設立，朝聖者的捐獻很快的就成为建造資金的主要來源。聖心堂是從1875年開始建造，在1914年完工，雖然正式的儀式延遲到第一次世界大戰結束之後才進行。
聖心堂是由Château-Landon所開採的石灰華岩所建成的，這種岩石會不斷的滲出方解石，可以確保聖心堂既使在風化與污染的影響下，依然可以保持著白色的外觀。
聖心堂的圓頂有巨大的鑲嵌畫，被稱為基督聖像（Christ in Majesty），也是世界上最大的鑲嵌畫之一。聖心堂外圍包括了一個供人們冥想，擁有噴水池的花園。聖心堂的圓頂是開放給遊客參觀的，可以從這裡看到巴黎市（大部分是位在聖心堂的南方）的全景。 纪念碑每天早上 6:30 至晚上 10:30 开放。

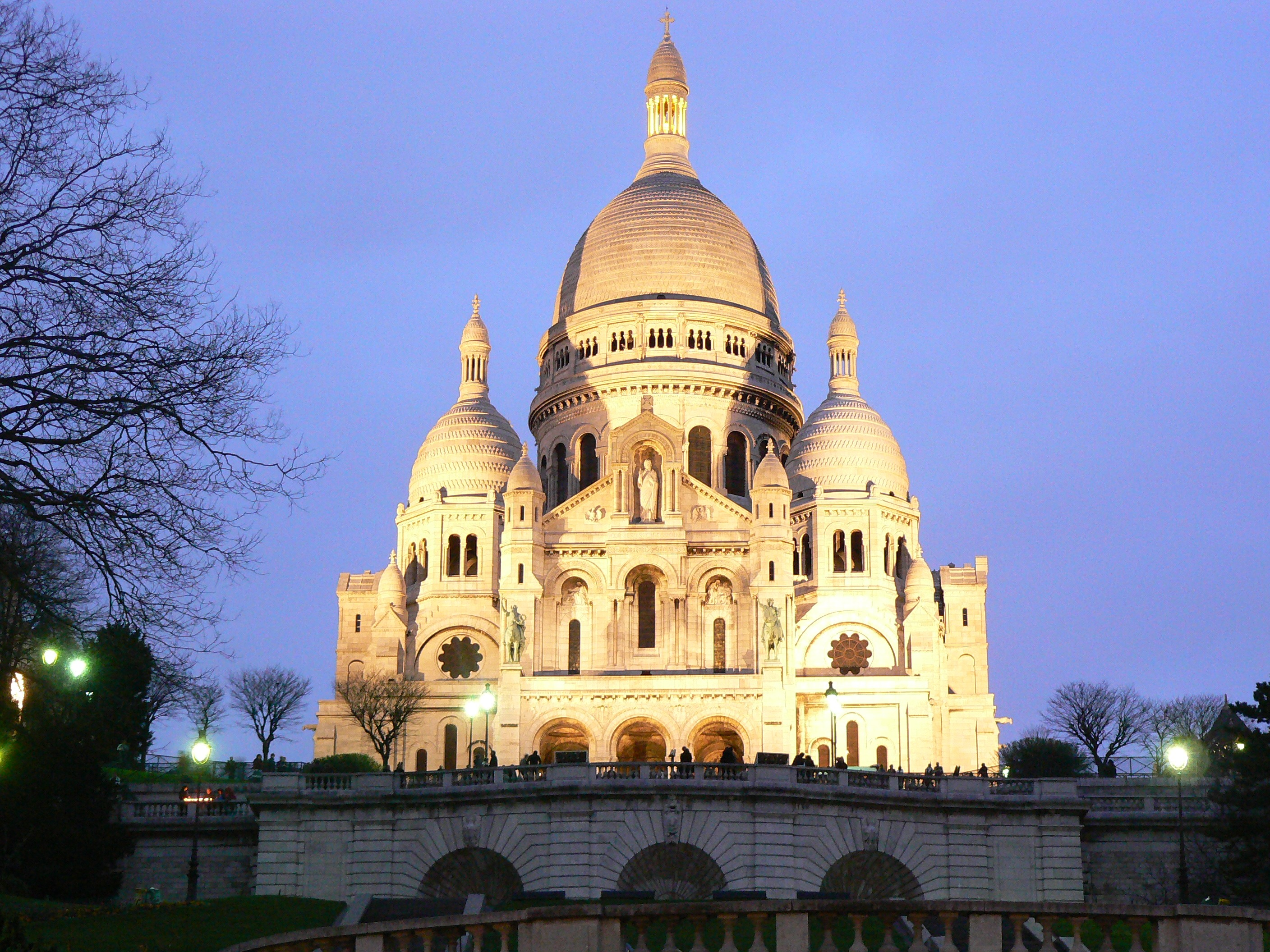
夜間的聖心堂

## 管風琴
聖心堂安放著一個龐大而且出色的管風琴，擁有4層鍵盤與腳踏鍵，還有90個音栓。這座管風琴是由法國的卡瓦耶·科爾（Aristide Cavaillé-Coll）所製造的，然而當卡瓦耶·科爾的繼承人Charles Mutin在1905年將管風琴搬移到巴黎之後，它反而失去了原有的特色，變得更為平淡無奇。原本在雪菲爾的亞伯特會堂安放著幾乎與這座管風琴相同（指音調與設計而言）的另一座管風琴，不過後來在1934年被火災燒毀。

## 附註
1. ↑  Marguerite Marie Alacoque, the evangelist for veneration of the Sacred Heart, was beatified by Pope Pius IX in 1864.
2. ↑  expier les crimes des communards. An amendement that would have specified that the undertaking "was not solely a protestation of the taking up of arms by the Commune, but a sign of appeasement and concord" was rejected. (David Harvey, "Monument and Myth" Annals of the Association of American Geographers 69.3 (September 1979, pp. 362-381) p 377).
3. ↑  General Lecomte and General Clement Thomas, shot by insurrectionists in the early days of the Commune, in the garden of 6, rue des Rosiers. (Harvey 1979:370).
4. ↑  Reported in the history of the construction to 1890, written from a dedicated Catholic perspective, by R. P. Jonquet, Montmartre Autrefois et Aujourd’hui (Paris: Dumoulin) 1890; quoted by Harvey 1979:364.
5. ↑  Louis Baunard, Histoire du cardinal Pie 1886, vol. II:498, quoted in Raymond A. Jonas, "Monument as Ex-Voto, Monument as Historiosophy: The Basilica of Sacre-Coeur" French Historical Studies 18.2 (Autumn 1993, pp. 482-502) p. 483.
6. ↑  Jonas 1993:485
7. ↑  According to its minutes; 23 July according to the dedicatory inscription in the Basilica.
8. ↑  The competition was commemorated in Souvenir du Concours de l’Église du Sacré-Coeur (Paris: J. Le Clere) 1874.
9. ↑  Harvey 1979:380-81.
10. ↑  Legentil had wanted to demolish the half-built opera house and build triumphantly on the site of that "scandalous monument of extravagance, indecency and bad taste" (Harvey 1979:376).
11. ↑  .   [2023-02-20]. （原始内容存档于2023-02-17） （英语）.

## 延伸閱讀
- Jacques Benoist, Le Sacre-Coeur de Montmarte de 1870 a nos Jours (Paris) 1992. A cultural history from the point-of-view of a former chaplain.
- Yvan Crist, "Sacré-Coeur" in Larousse Dictionnaire de Paris (Paris) 1964.
- Raymond A. Jonas. “Sacred Tourism and Secular Pilgrimage: Montmartre and the Basilica of Sacré-Coeur”. in Montmartre and the Making of Mass Culture. Gabriel P. Weisberg, editor. (New Brunswick, NJ: Rutgers University Press) 2001.
- David Harvey. Consciousness and the Urban Experience: Studies in the History and Theory of Capitalist Urbanization. (Baltimore: The Johns Hopkins University Press) 1985.

## 外部連結
- （英文）（法文）（西班牙文） 聖心堂的官方網站 （页面存档备份，存于）
- （英文） 西北大學博物館有關聖心堂的資料
- （法文） 聖心堂的網站 （页面存档备份，存于）
- （法文） 聖心堂的圖片與簡介 （页面存档备份，存于）
- （法文） 有關聖心堂的資料 （页面存档备份，存于）
- （法文） 聖心堂的歷史介紹

Template:巴黎名胜